# Nizza (metropolitana di Torino)
Nizza è una fermata della metropolitana di Torino, aperta il 6 marzo 2011 in concomitanza con l'inaugurazione della tratta della linea 1 tra Porta Nuova e il Lingotto.

## Servizi
- Biglietteria automatica
- Accessibilità per portatori di handicap
- Ascensori
- Scale mobili
- Stazione video sorvegliata

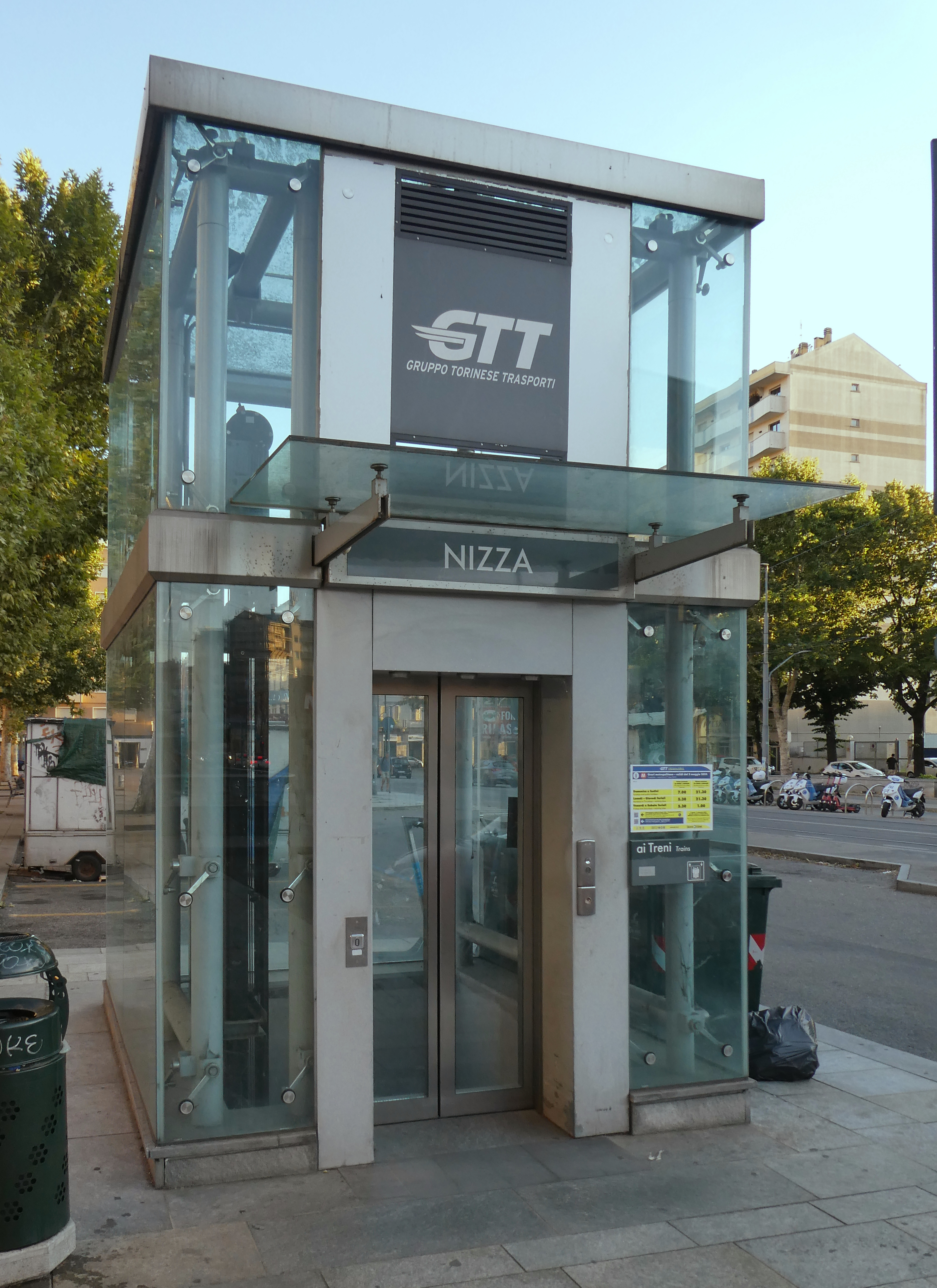
ascensore